# جورج بنکس (بازیکن فوتبال)
جورج بنکس (انگلیسی: George Banks؛ 28 March 1919 – ۱۹۹۱ (۷۱−۷۲ سال)) بازیکن فوتبال اهل بریتانیا بود.
از باشگاه‌هایی که در آن بازی کرده‌است می‌توان به باشگاه فوتبال هرفورد یونایتد اشاره کرد.